# Kasernen an der Steinstraße

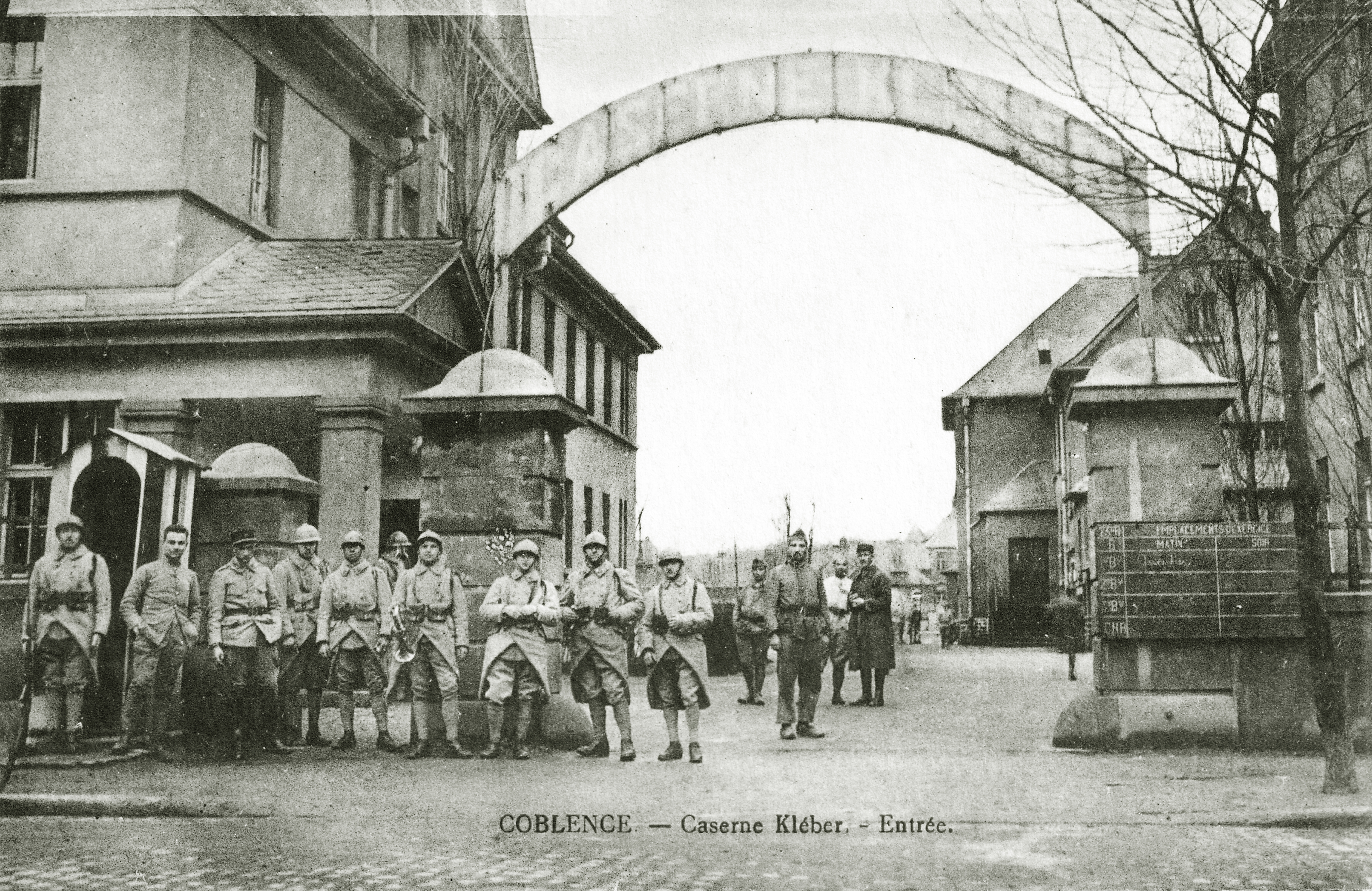
Zugang zur Caserne Kléber (staedtische Kaserne III), um/vor 1926

Die Kasernen an der Steinstraße bezeichnen einen ehemaligen Kasernenkomplex in Koblenz, der von 1913 bis 1917 für die Bataillone I, II und III des 2. Rheinischen Infanterie-Regiments Nr. 28 (von Goeben) sowie die Scheinwerfer-Kompanie des 1. Rheinischen Pionier-Bataillons Nr. 8 an der Stein-, Blücher- und Scharnhorststraße erbaut wurde. Während der französischen Besatzung in Koblenz (1923–1929) trug der Standort den Namen Caserne Kléber nach dem französischen Revolutions-General Jean-Baptiste Kléber. Von den Kasernen im heutigen Stadtteil Rauental sind heute nur noch wenige Gebäude erhalten. So beherbergt ein verbliebener Gebäudeteil eines ehemaligen Mannschaftshauses derzeit noch die Grundschule Freiherr-vom-Stein (sogenannte Steinschule).

## Geschichte
Anfang 1908 trat die Militärverwaltung an die Stadt Koblenz wegen der Errichtung eines Mietskasernements für ein Bataillon Infanterie heran. Als Standort wurden zwei Liegenschaften im Moselweißerfeld im Rauental ins Auge gefasst, die sich in unmittelbarer Nähe zur Telegraphen-Kaserne bzw. dem Militärhospital befanden. Letztere war insofern günstig für die Stadt, als sich das Gelände bereits im Besitz des städtischen Hospitals befand. 1913 erfolgte dann eine weitere Anfrage für den Bau eines weiteren Kasernements für das Bataillon II des Infanterie-Regiments Nr. 28 an der Blücherstraße sowie 1914 für das Bataillon I auf der östlichen Seite der Steinstraße. In beiden Fällen sprachen wohl die günstigen Grundstückspreise für die Standortwahl. Ein weiterer positiver Faktor war, dass durch die Zusammenziehung aller drei Kasernen in unmittelbarer Nähe zueinander der Gebrauch der Exerzierplätze optimiert werden konnte. Wegen der Konzentration der Militärstandorte im Rauental, gegen die die Stadt keine Vorbehalte geltend machte, spricht Thomas Tippach auch von einer Kasernenstadt.
Die Bauarbeiten an den fünf Kasernen dauerten von 1913 bis 1917. Nach dem Ende des Ersten Weltkriegs wurden diese zunächst mit amerikanischen Besatzungstruppen der 3. US-Armee und später der American Forces in Germany belegt. Im Zuge der Truppenreduzierungen des Jahres 1922 wurden die verbliebenen amerikanischen Einheiten zuletzt in den Kasernen an der Steinstraße konzentriert, von wo aus die letzten Soldaten im Januar 1923 zum Hauptbahnhof zu ihren Zügen für den Rücktransport in die USA marschierten.
Die freigewordenen Kasernen gingen an die französische Rheinarmee, die jetzt die Koblenzer Besatzungszone übernahm. Ab 1924 bis zu ihrem Abzug im Spätherbst 1929 waren in dem Caserne Kléber genannten Kasernenkomplex drei Bataillone des 23. Infanterie-Regiments untergebracht. Anfang der 1930er-Jahre standen die Kasernen dann schließlich leer.
Gemäß den Bestimmungen des Versailler Vertrags mussten die Kasernen nach der Räumung entweder abgebrochen oder einer zivilen Nutzung zugeführt werden. Die Mannschaftshäuser wurden in den 1930er-Jahren zu zivilen Wohngebäuden umgebaut, von denen heute noch zwei erhalten sind. Ein weiteres Mannschaftshaus wurde in den 1940er-Jahren zur Volksschule ausgebaut. In dem noch etwa zur Hälfte vorhandenen Gebäude befindet sich heute die Grundschule Freiherr-vom-Stein. Im Zuge eines Neubaus wird dieser Gebäudeteil aber in den kommenden Jahren abgerissen werden. Bis auf das Wirtschaftshaus der fiskalischen Kaserne II, das heute dem Landesuntersuchungsamt als Institut für Tierseuchendiagnostik dient, sind sonst keine weiteren Bauwerke des Kasernenkomplexes mehr vorhanden.

## Kasernenbereiche
Die Kasernen an der Steinstraße waren in verschiedene Bereiche aufgeteilt, die entweder vom Reich (fiskalisch) oder von der Stadt Koblenz ausgeführt wurden. Diese waren im Einzelnen:

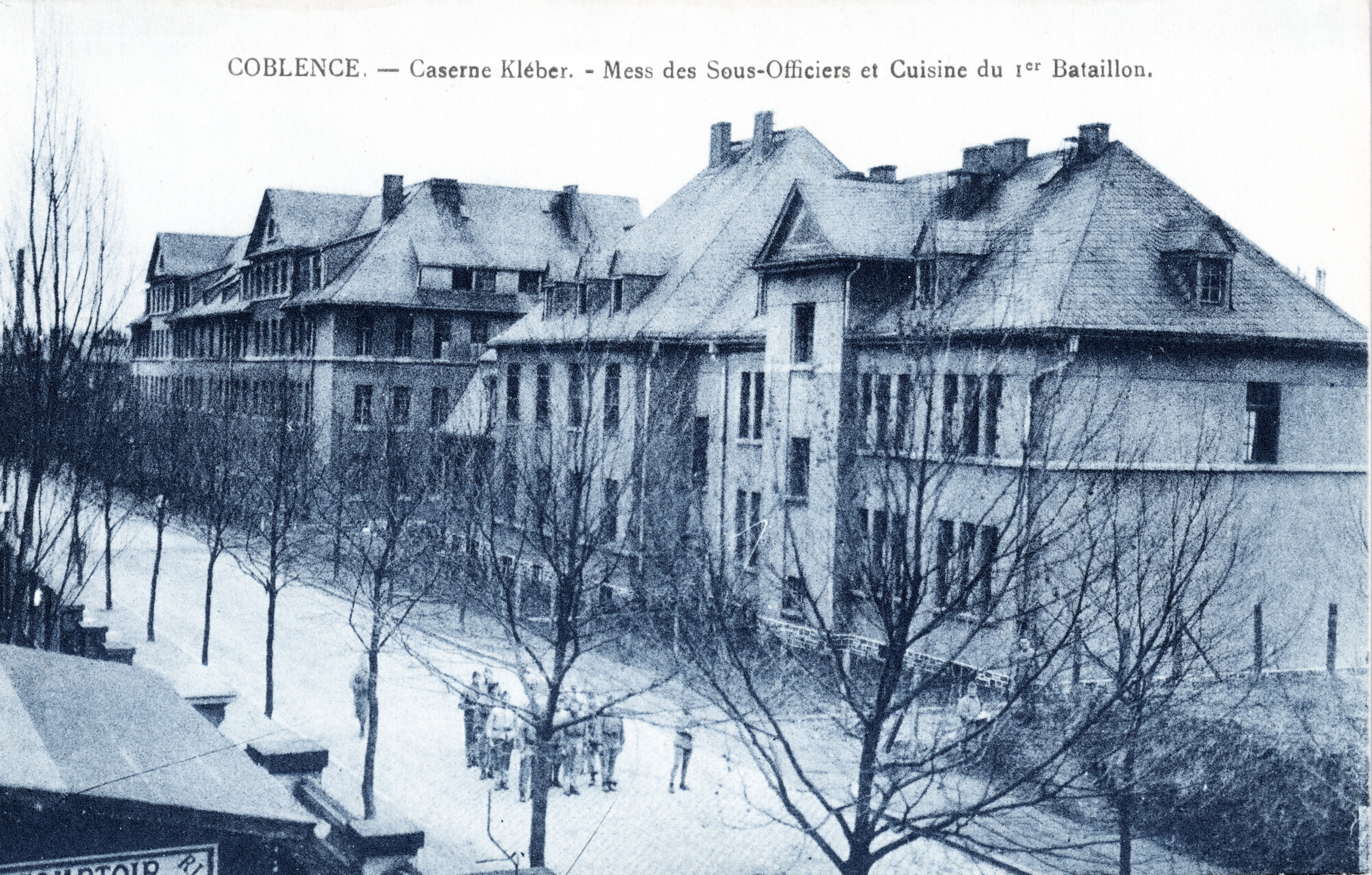
Mannschaftshaus II (heute Steinschule) und Wirtschaftsgebäude der fiskalischen Kaserne I, um/vor 1926

### Fiskalische Kaserne für I. Bataillon Infanterie-Regiment Nr. 28
Gelegen an der Stein- und Scharnhorststraße, bestehend aus:
- Mannschaftshaus I (Scharnhorststr., heute Wohngebäude)
- Mannschaftshaus II (Steinstr., heute Steinschule)
- Wirtschaftsgebäude (nicht mehr vorhanden)
- Familienhaus (nicht mehr vorhanden)

### Fiskalische Kaserne für II. Bataillon Infanterie-Regiment Nr. 28

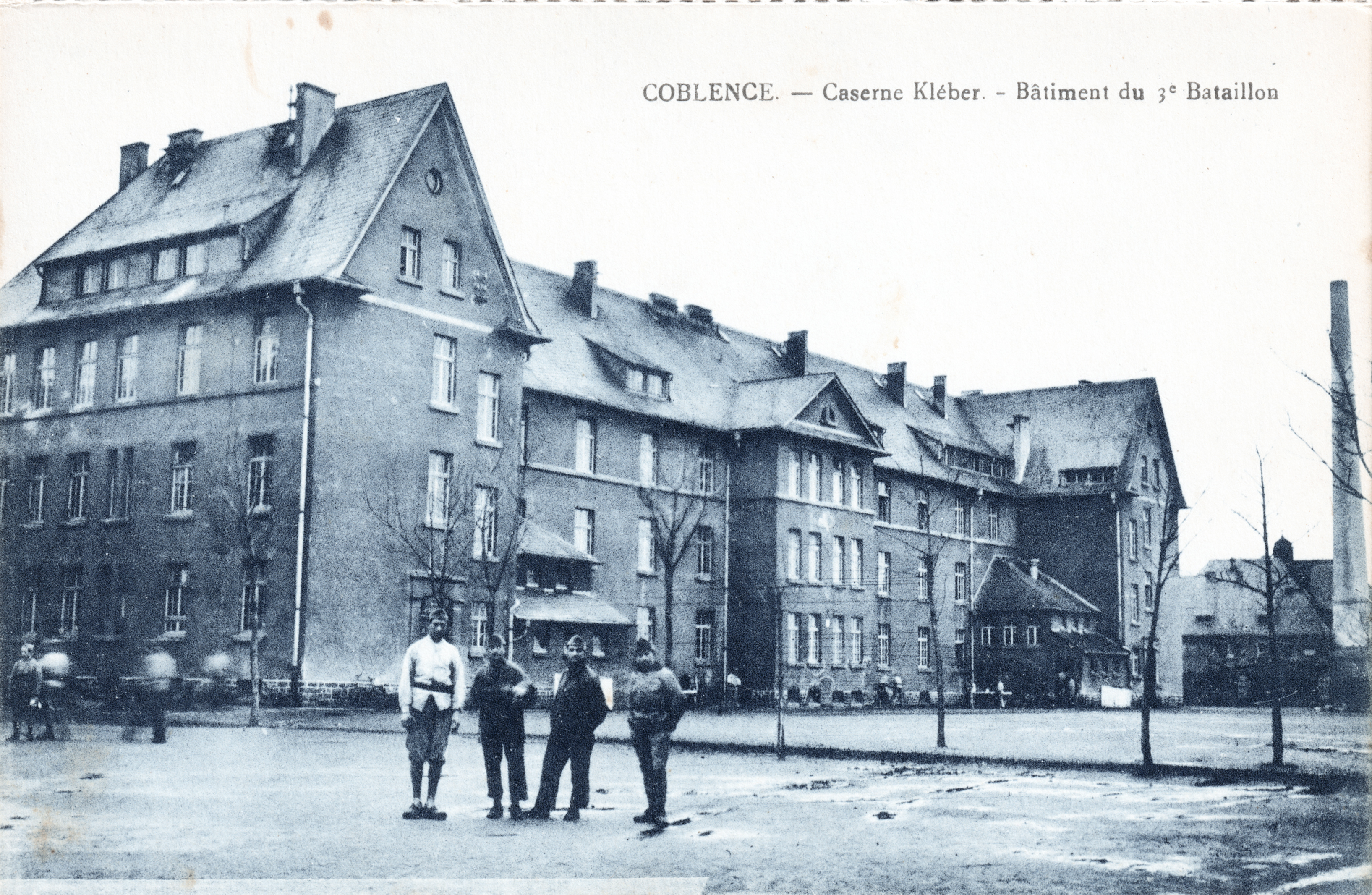
Mannschaftshaus II der fiskalischen Kaserne II, um/vor 1926

Gelegen an der Blücherstraße, bestehend aus:
- Mannschaftshaus II (heute Wohngebäude)
- Wirtschaftshaus (heute Landesuntersuchungsamt – Institut für Tierseuchendiagnostik)
- Exerzierhaus (nicht mehr vorhanden)
- Waffenmeisterei (nicht mehr vorhanden)

### Städtische Kaserne III. Bataillon Infanterie-Regiment Nr. 28

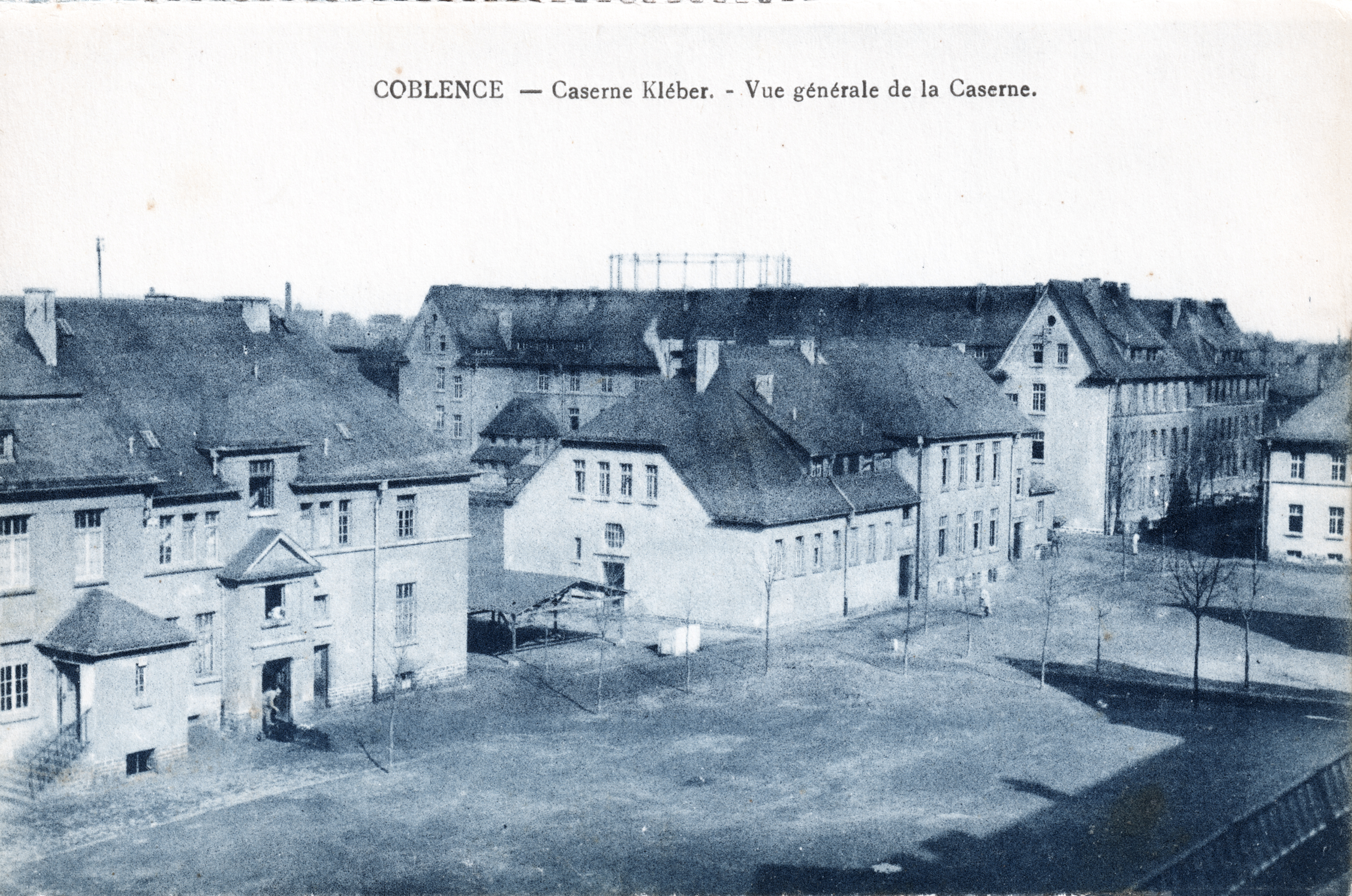
Mannschaftshaus II und Wirtschaftsgebäude der städtischen Kaserne III, um/vor 1926

Gelegen an der Steinstraße, bestehend aus:
- Stabsgebäude
- Kammergebäude
- Wirtschaftsgebäude
- Mannschaftshäuser I und II
- Familienhaus

Von der Kaserne sind heute keine Gebäude mehr vorhanden.

### Städtische Kaserne Maschinengewehr-Kompanie Infanterie-Regiment Nr. 28
Gelegen an der Blücherstraße, bestehend aus:
- Mannschaftshaus
- Pferdestall
- Fahrzeugschuppen
- Beschlagschmiede

Von der Kaserne sind heute keine Gebäude mehr vorhanden.

### Fiskalische Kaserne Scheinwerfer-Kompanie des Pionier-Bataillons Nr. 8
Auch Scheinwerfer- oder Schupo-Kaserne genannt. Gelegen an der Steinstraße, bestehend aus:
- Familienhaus
- Mannschaftshaus (zerstört am 6. November 1944)
- Reithalle (ab 1933 Notkirche St. Elisabeth, zerstört am 6. November 1944)

Von der Kaserne sind heute keine Gebäude mehr vorhanden.